# 영구구속금지의 원칙
|                                           |
| 미국의 재산법                             |
| 미국법 시리즈                             |
| 재산 획득                                 |
| 증여 · 취득시효 · 채권양도                |
| 유실물                                    |
| 처분 · 위탁 · 허가                        |
| 재산권                                    |
| 완전 사유권 · 단순부동산권 · 한사부동산권 |
| 생애부동산권 · 조건부 부동산권            |
| 미래권리 · 부동산 공동소유                |
| 부동산임차권 · 연립주택                   |
| 토지권리의 양도 증서                      |
| 선의의 취득자 · 권원등기제도              |
| 양도증서에 의한 금반언 · 권리 포기서      |
| 임대차 · 형평법상 재산권의 이전           |
| 소유권부담제거소송 · 국가귀속             |
| 미래사용 제한                             |
| 양도제한                                  |
| 영구구속금지의 원칙                       |
| 쉘리사건의 원칙                           |
| 상속권원우선원칙                          |
| 비소유 토지권                             |
| 지역권 · 이익                             |
| 토지와 함께 이전하는 약관                 |
| 에퀴티상의 지역권                         |
| 관련 주제                                 |
| 부착물 · 훼손 · 분할                      |
| 용수권                                    |
| 측면‧지하지지권                           |
| 네모닷                                    |
| 미국법의 다른 영역                        |
| 계약법 · 불법행위법                       |
| 유언신탁법                                |
| 형법 · 증거법                             |

영구구속금지의 원칙(永久拘束禁止의 原則, rule against perpetuities)는 일정한 허용된 기간 이상으로 어떤 권리의 귀속이 연기되는 것을 금지하고 이 재산 처분을 무효로 하는 원칙이다.

## 내용
신탁설정 때에 현존하는 사람의 일생 동안 및 그의 사후 21년간이 그 한도로 되어 그것을 초과하는 장기간의 신탁은 허용되지 않는다. 관습법에서는 21년 이내에 소유권을 행사하지 않는 개인의 어떤 재산에 대해서도 영구적인 소유를 인정하지 않는데, 캘리포니아 주에서도 이런 규칙의 수정된 내용을 채택하고 있다.
이 원칙은 다음과 같은데
"No interest is good unless it must vest, if at all, not later than 21 years after some life in being at the creation of the interest." (신탁 설정하는 사람의 사후 21년 이내에 설정되지 않는 신탁은 무효하다.)

## 예외
한시봉토권(estate tail)과 공익을 위한 처분중에는 이 원칙이 적용되지 않는다.